# Западная станция водоподготовки
Западная станция водоподготовки — предприятие водоснабжения города Москвы, извлекающее для очистки воду из Москвы-реки.Расположена в районе Новопеределкино.

## Описание
Западная станция водоподготовки начала работу в 1964 году. Строилась в качестве альтернативы Южной водопроводной станции на базе р. Оки, с целью расширения в 1960-х годах. Проектная мощность станции составляет 1700 тыс. м³ в сутки, из них 500 тыс. м³ воды в сутки очищаются при помощи передовых методик озоносорбции и мембранного фильтрования. Западная станция занимается очисткой воды, изымаемой из Москвы-реки и снабжает питьевой водой юго-восточные, юго-западные и южные части столицы.
Переход Западной станции водоподготовки на современные технологии осуществляется по постановлению Правительства Москвы от 14.03.2006 № 176-ПП «О развитии систем водоснабжения и канализации города Москвы на период до 2020 года», в ходе выполнения плана был введён в эксплуатацию ряд сооружений:
- Юго-Западная водопроводная станция производительностью 250 тыс. м³/сут., использующая методы озоносорбции и мембранного фильтрования (2006 год)
- Технологические линии № 1 и № 2 по обеззараживанию воды при помощи гипохлорита натрия (2009 год)
- Блок очистных сооружений № 3, являющийся частью сооружений озоносорбции производительностью 250 тыс. м³/сут. Отличительной чертой нового блока являются российские озонаторные установки высокой производительности КО50С (2010 год).